# Phyllophaga nebulosa
Phyllophaga nebulosa là một loài bọ cánh cứng đặc hữu của Jones Lake State Park ở Bắc Carolina. Loài này được Maxi Polihronakis phát hiện ở Jones Lake State Park khi ấy bà không thể nhận ra trong số các loài mà bà thu thập để nghiên cứu. Loài này sống vào ban đêm trong đất cát.

## Tham khảo

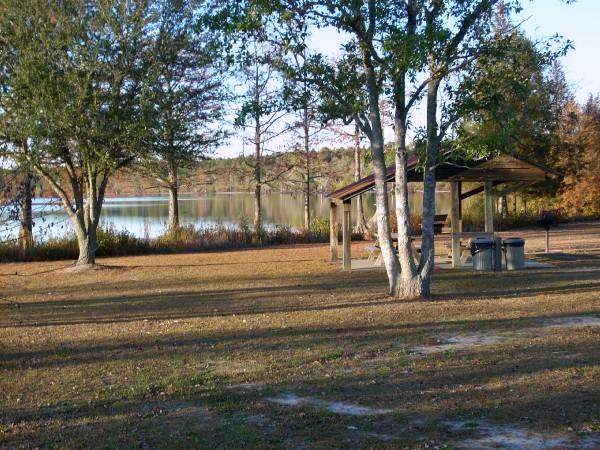
Jones Lake State Park, nơi phát hiện ra loài này